# Айтхан
Айтхан — село в Ботлихском районе Дагестана. Входит в состав Рикванинского сельсовета. Анклав на территории Бабаюртовского района

## Географическое положение
Расположено на территории Бабаюртовского района в 11 км к северо-востоку от села Бабаюрт на Люксембургском канале.
Ближайшие населённые пункты: на севере — Каплановка, на северо-востоке — Кутанаул, на востоке — Джугут, на юге — Каратюбе, на северо-западе Бюру-кутан.

## История
В основе названия топонима лежит имя собственное — Айтхан, состоящее из двух основ, где: айти — «святой» (тюрк.), «хан» — титул правителя у тюркских народов.
Первые сведения встречаются в материалах переписи 1926 года, по ним хутор Айтхана состоял из 2 хозяйств и входил в состав Бабаюртовского сельсовета, основное население — чеченцы. По данным на 1939 год кутан Айтхан входил в состав Кутанаульского сельсовета, в нём проживало 5 мужчин. В 1958 году земли бывшего хутора в составе участка госфонда «Притеречный» были переданы под зимние пастбища колхозов Ботлихского района. Официальный статус присвоен Постановлением ВС ДАССР от 17.08.1989 г.

## Население
| 1926 | 1939 | 1959 | 2002 | 2010 | 2021 |
| ---- | ---- | ---- | ---- | ---- | ---- |
| 9    | ↘5   | ↗60  | ↘0   | →0   | ↗5   |